# Epidendrum brachybotrys
Epidendrum brachybotrys là một loài thực vật có hoa trong họ Lan. Loài này được Ackerman & Montalvo mô tả khoa học đầu tiên năm 1986.